# Apollo-Theater (Siegen)

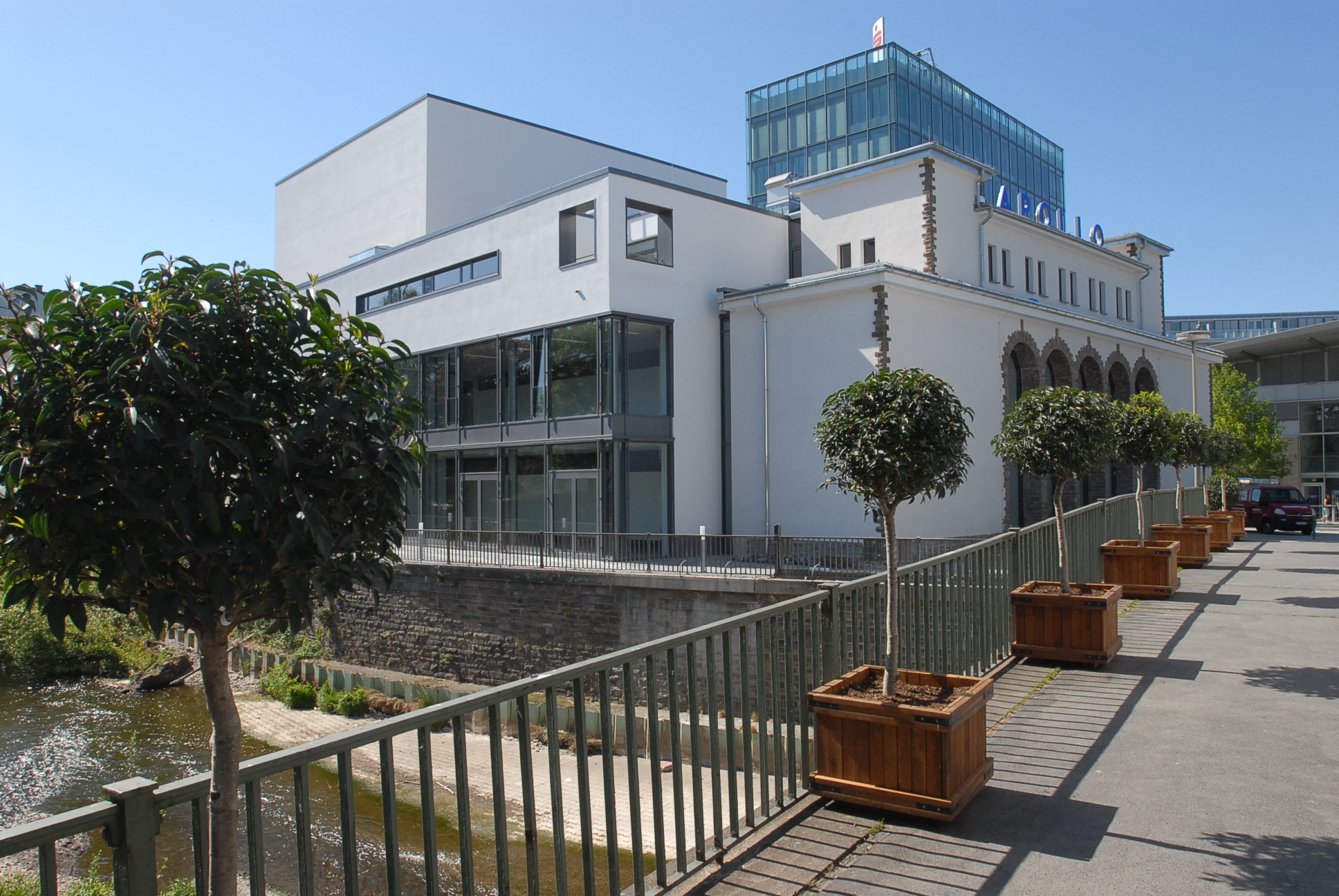
Das Apollo-Theater Siegen bei Tag

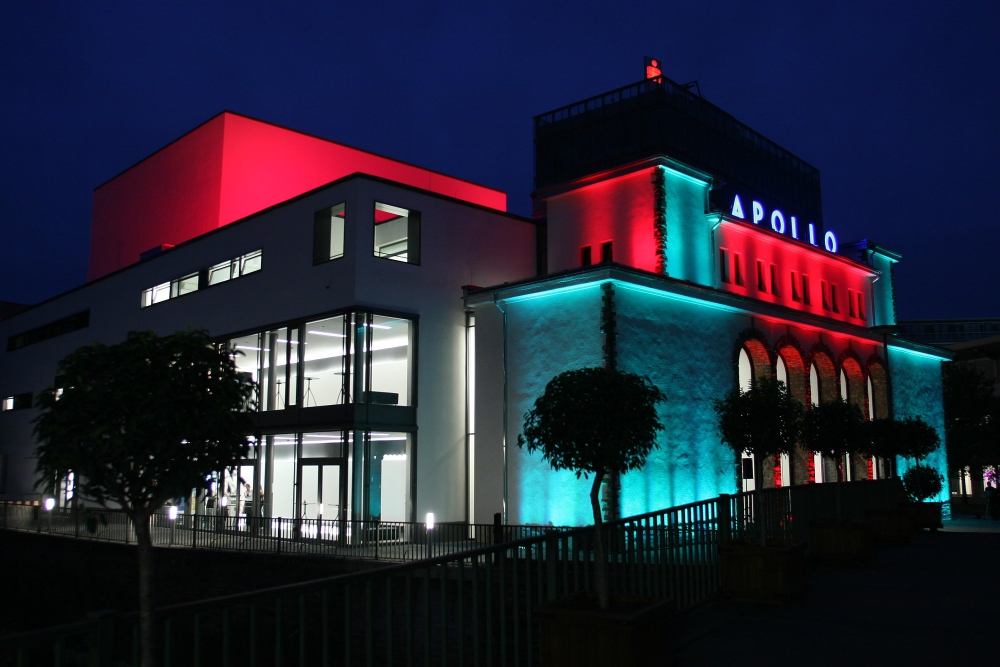
Das Apollo-Theater Siegen bei Nacht

Das Apollo-Theater in Siegen ist ein Bespieltheater ohne festes Ensemble, das pro Spielzeit zwei bis drei Eigenproduktionen aufführt. Das Haus bietet eine Mischung aus Schauspiel, Konzerten, Tanzaufführungen und Musiktheater. Intendant ist Markus Steinwender. Das neue Haus ersetzt die baufällige und technisch unzureichende Bühne der Stadt Siegen an der Spandauer Straße. Die Stadt Siegen, der Kreis Siegen-Wittgenstein und das Land Nordrhein-Westfalen investierten, unterstützt von kommerziellen und privaten Spendern, etwa 17 Millionen Euro.
Ursprünglich sollte das 1935 nach Plänen von Ernst Huhn errichtete und zuletzt als Kino genutzte Gebäude am Jakob-Scheiner-Platz nur umgebaut werden. In der Planungsphase wurde jedoch entschieden, das bestehende Gebäude abzubrechen und an gleicher Stelle ein komplett neues Haus zu errichten. Lediglich die historische Fassade wurde erhalten und prägt weiterhin das Bild des Standorts. Am 15. November 2005 wurde der Grundstein gelegt, das Richtfest fand am 1. September 2006 statt, Start der ersten Spielzeit war der 31. August 2007.
In der Spielzeit 2014/2015 verzeichnete das Apollo Theater seinen Zuschauerrekord von 104.243 Zuschauern.

## Die Eröffnungsspielzeit
An jedem Samstag zwischen Mai und August 2007 besuchten über 6.000 Bürger das neue Theatergebäude, um das Haus zu besichtigen. Bei diesen kostenlosen öffentlichen Führungen konnte das Apollo vom Orchestergraben bis zum Schnürboden, von der Z-Brücke bis zur Lichtregie besichtigt werden. Jeden ersten Montag im Monat werden weiterhin kostenlose Theaterführungen angeboten.
Die erste Vorstellung war nur für Kinder zwischen sechs und zwölf Jahren reserviert. Am 31. August 2007 sahen über 500 Kinder nach Begrüßung durch den Bürgermeister der Stadt Siegen die Premiere der Apollo-Eigenproduktion Die verzauberten Brüder.
In der ersten Apollo-Spielzeit fanden 174 Veranstaltungen statt – zum größten Teil Gastspiele. Daneben wurden vier Eigenproduktionen auf die Bühne gebracht, die zusammen mit dem aus Gastschauspielern und -regisseuren bestehenden Apollo-Ensemble inszeniert wurden: Die verzauberten Brüder, Goethes Iphigenie auf Tauris, eine Hommage an Adolf Busch und Kassandra nach dem Roman von Christa Wolf. Als Koproduktion mit der Philharmonie Südwestfalen, der Musikbühne Mannheim und mit dem Wiener Regisseur und Komödianten Otto Schenk als Darsteller feierte zudem der Mozart-Einakter Der Schauspieldirektor in Siegen seine Premiere.

## Siegener Biennale
Seit 2009 findet alle zwei Jahre die Siegener Biennale statt. Dabei handelt es sich um das größte Theaterfestival in dieser Region.
Die erste Siegener Biennale fand mit großem Erfolg vom 10. April bis 3. Mai 2009 statt. Aufgeführt wurden Onkel Wanja vom Deutschen Theater Berlin, Hiob der Münchner Kammerspiele, Tod eines Handlungsreisenden in einer Inszenierung der Berliner Schaubühne, Frühlings Erwachen! vom Schauspiel Hannover, Das Goldene Vlies vom Schauspiel Köln sowie Woyzeck vom Grillo-Theater Essen.